# Newark Valley (village, New York)
Ne doit pas être confondu avec Newark Valley (New York).
Newark Valley est un village du comté de Tioga, dans l'État de New York, aux États-Unis,. En 2010, il compte une population de 997 habitants.

## Démographie
Lors du recensement de 2010, la ville comptait une population de 997 habitants, tandis qu'en 2019, elle est estimée à 923 habitants.